# Synoecha
Synoecha este un gen de molii din familia Sphingidae. 
Conține o singură specie, Synoecha marmorata, care este întâlnită în Queensland și New South Wales. 
Anvergura este de 40 mm. 